# 장이화

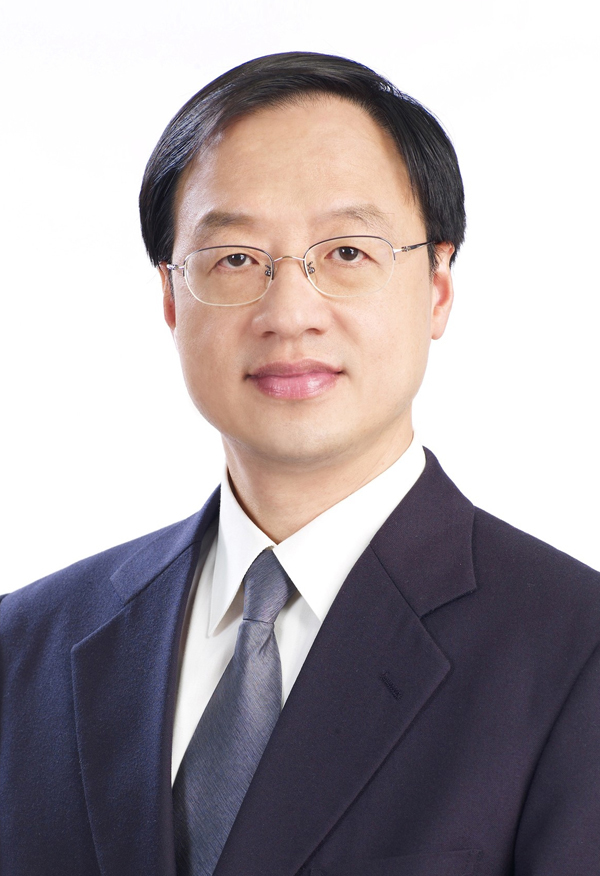
장이화

장이화(중국어: 江宜樺, 1960년 11월 18일 ~ )는 중화민국의 정치인이다. 당적은 중국 국민당이다. 중화민국 지룽시 놘놘구에서 출생하였다. 미국 예일 대학교 정치학 박사, 국립 타이완 대학 정치학 석사, 타이베이 시립 건국 고등학교를 졸업하였다. 행정원원장, 행정원부원장, 내정부장, 총통부 자정, 국립대만대학 정치학과 교수, 사회과학원 부원장, 부교무부장 겸 교학발전센터 주임 등을 역임하였다.
2013년 52세의 나이로 역대 최연소 행정원장으로 취임하였다. 2014년 지방선거 패배의 책임을 지고 행정원장직에서 사퇴하였다.

## 같이 보기
- 중화민국의 행정원장